# Саутінгтон (Коннектикут)
Саутінгтон (англ. Southington) — місто (англ. town) в США, в окрузі Гартфорд штату Коннектикут. Населення — 43 501 особа (2020).

## Історія
Перші європейські переселенці з'явилися в цих місцях 1698 року. Їх поселення було відомо як Південний Фармінгтон, згодом назва скоротилася до сучасної. 1770 року Саутінгтон відвідав генерал Джордж Вашингтон. 1779 року поселення набуло статусу міста. До кінця 19 століття було типово сільським поселенням. З початку 20 століття Саутінгтон став розвиватися як промисловий центр.

## Демографія
Згідно з переписом 2010 року, у місті мешкало 43 069 осіб у 16 814 домогосподарствах у складі 12 036 родин. Було 17447 помешкань
Расовий склад населення:
| - 94,3 % — білих - 2,2 % — азіатів - 1,5 % — чорних або афроамериканців - 0,2 % — корінних американців |

До двох чи більше рас належало 1,2 %. Частка іспаномовних становила 3,4 % від усіх жителів.
За віковим діапазоном населення розподілялося таким чином: 22,5 % — особи молодші 18 років, 60,2 % — особи у віці 18—64 років, 17,3 % — особи у віці 65 років та старші. Медіана віку мешканця становила 43,3 року. На 100 осіб жіночої статі у місті припадало 92,8 чоловіків; на 100 жінок у віці від 18 років та старших — 89,8 чоловіків також старших 18 років.
Середній дохід на одне домашнє господарство становив 105 390 доларів США (медіана — 90 796), а середній дохід на одну сім'ю — 124 153 долари (медіана — 108 349). Медіана доходів становила 71 043 долари для чоловіків та 59 623 долари для жінок. За межею бідності перебувало 3,6 % осіб, у тому числі 3,8 % дітей у віці до 18 років та 3,9 % осіб у віці 65 років та старших.
Цивільне працевлаштоване населення становило 23 272 особи. Основні галузі зайнятості: освіта, охорона здоров'я та соціальна допомога — 26,6 %, фінанси, страхування та нерухомість — 10,9 %, науковці, спеціалісти, менеджери — 10,3 %, роздрібна торгівля — 10,0 %.

## Освіта
У місті 8 початкових шкіл, 2 — середніх і 1 — вища, а також розташований виш — Лінкольн-коледж Нової Англії.